# Nelly (rappare)
Cornell Iral Haynes Jr., bättre känd under sitt artistnamn Nelly, född 2 november 1974 i Austin, Texas, är en amerikansk rappare.

## Biografi
Han startade rapgruppen St. Lunatics 1996 och skrev kontrakt med Universal Records 2000. Under Universal har Nelly släppt fyra soloalbum i sitt namn. Han slog igenom med låten Ride Wit Me 2001. 2002 samarbetade han med Kelly Rowland med låten Dilemma. Innan Dilemma gjorde han låten Hot In Here, som blev en stor hit. Han vann Grammy Awards år 2003 och 2004. Han har även varit med i filmen Benknäckargänget - Krossa dem tillsammans med Adam Sandler och Chris Rock.

## Diskografi
- Country Grammar (2000)
- Nellyville (2002)
- Suit (2004)
- Sweat (2004)
- Brass Knuckles (2008)
- 5.0 (2010)
- M.O. (2013)

## Filmografi
- Benknäckargänget - Krossa dem (2005) - Megget
- Reach Me (2014) - E-Ruption